# Chobe (district)
Chobe est un district du Botswana,. Sa capitale est Kasane.

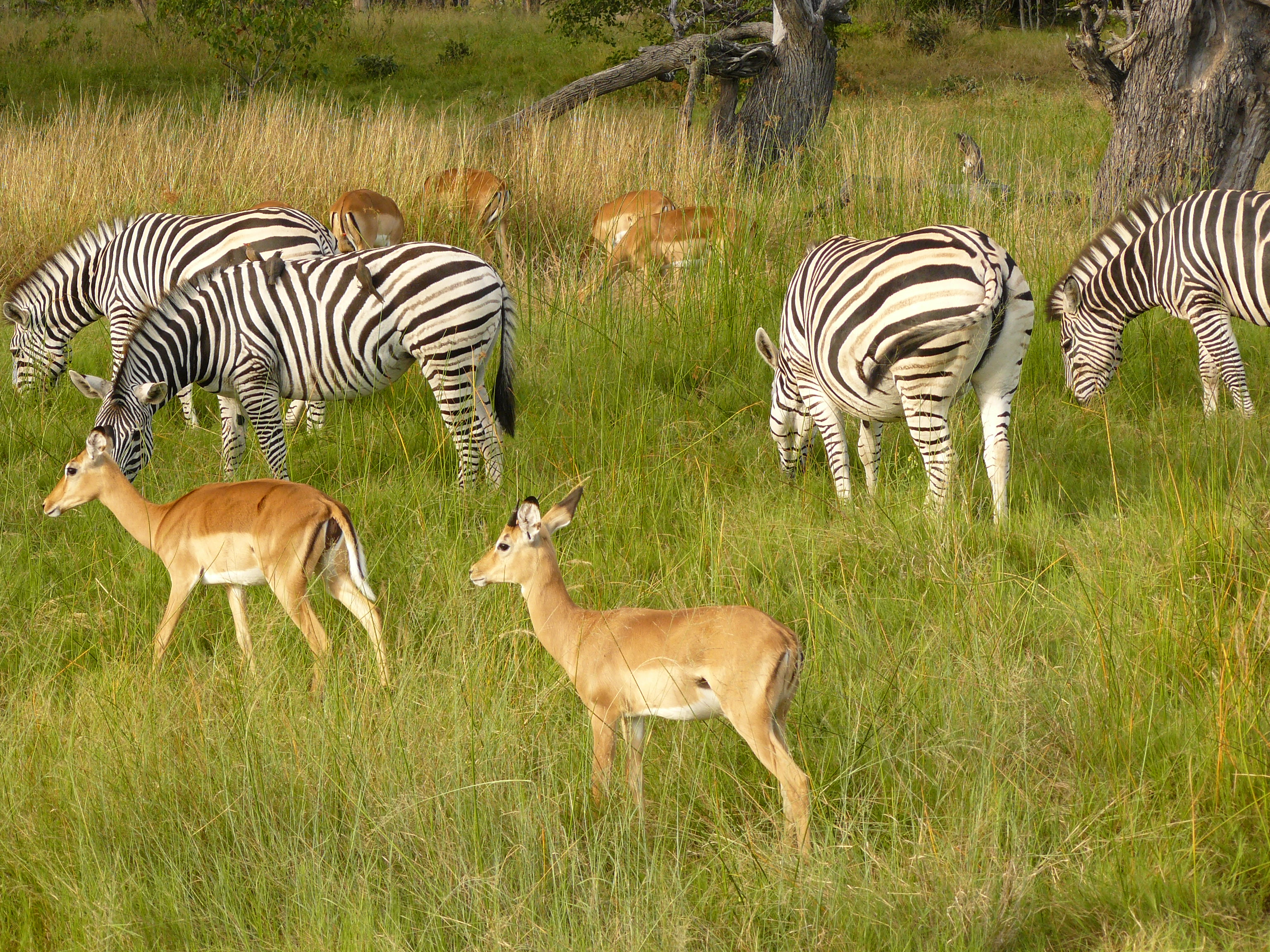
Aire de jeux dans le parc national de Chobe

En 2001, il faisait partie du Ngamiland, et jusqu'en 2006, il faisait partie du district du Nord-Ouest. Il abrite le parc national de Chobe.
Chobe est l'autre nom de la rivière Kwando qui marque la limite nord de la région et la frontière avec la Namibie.

## Villes
- Kachikau
- Kavimba
- Kazungula
- Lesoma
- Muchinje/Mabele
- Pandamatenga
- Parakarungu
- Satau